# ターボチャージャー

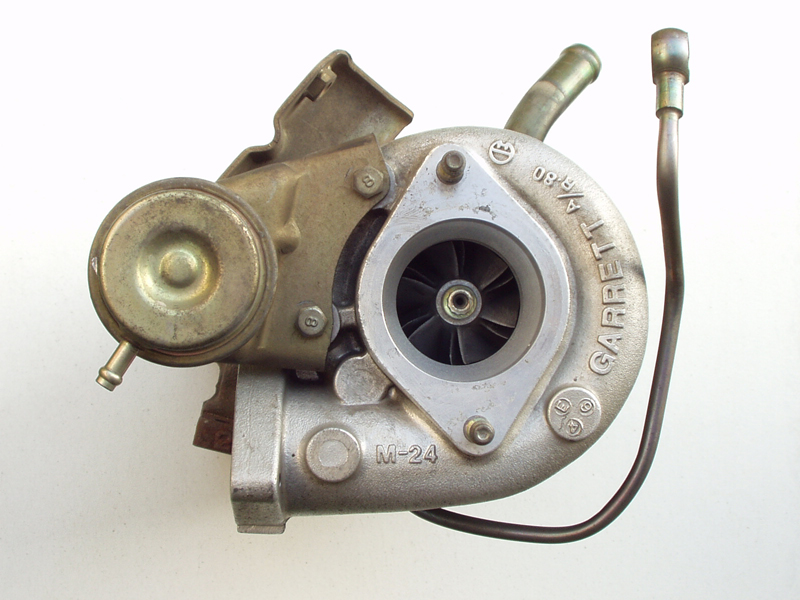
ギャレット製自動車用ターボチャージャーのコンプレッサー側

ターボチャージャー（英: turbocharger）は、排気の流れを利用してコンプレッサ（圧縮機）を駆動して内燃機関が吸入する空気の密度を高くする過給機である。

## 概要

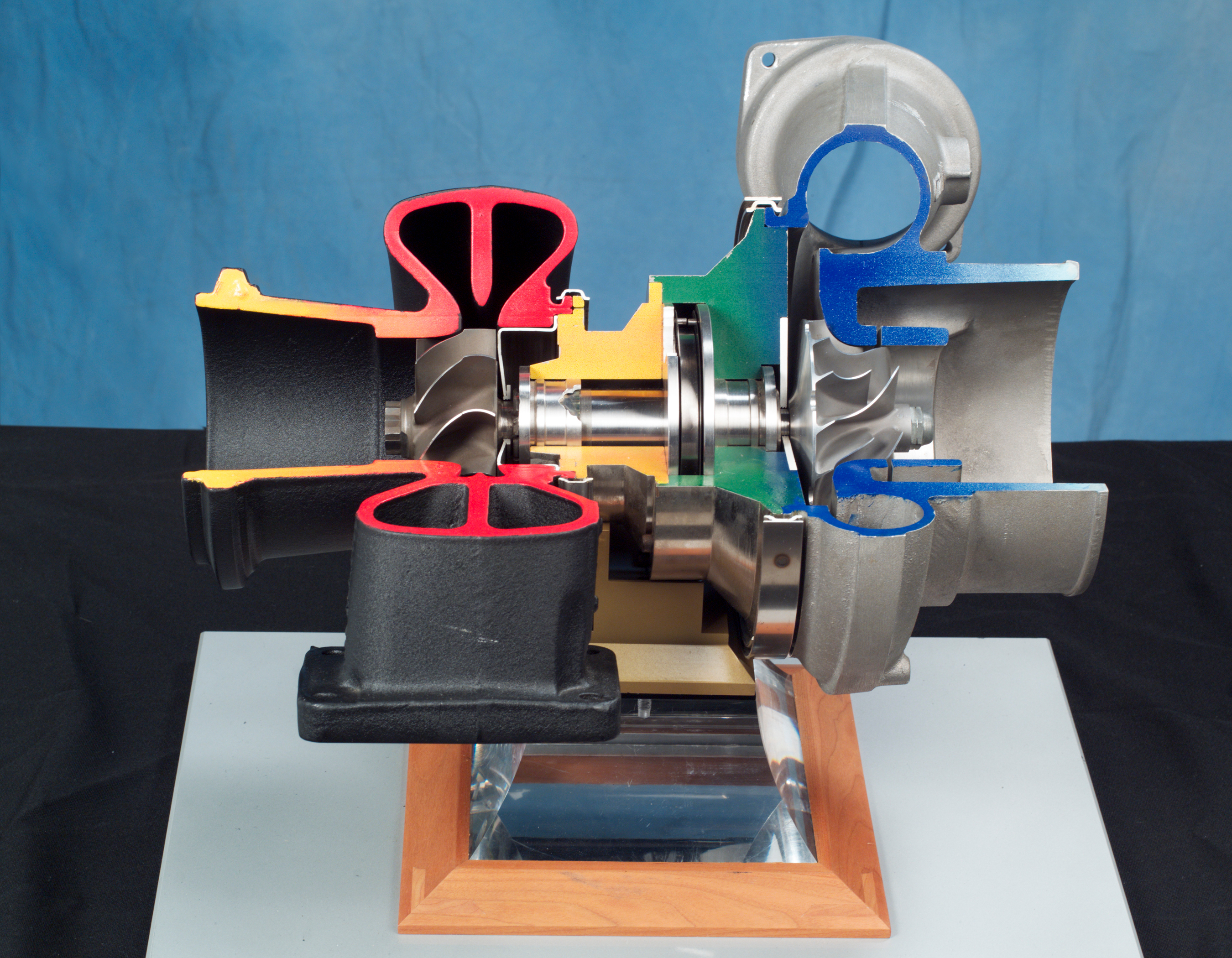
ターボチャージャーのカットモデル。赤い部分に排気が導入され、青い部分で吸気が圧縮される。

ターボチャージャーは主に、排気の流れを受けて回転するタービン（英: turbine）と、タービンの回転力を伝達するシャフト（英: shaft）、伝達されたタービンの回転力で空気を取り込んで圧縮するコンプレッサー（英: compressor）、そして、タービンとコンプレッサーの周辺の流れを制御するハウジング（英: housing）で構成される。コンプレッサーには遠心式圧縮機が利用され、タービンとコンプレッサーは1本のシャフトの両端に固定されていて、タービンとコンプレッサーは同じ回転速度で回転する。
エンジンが吸入する空気の密度を高めて、より多くの酸素を燃焼室に送り、より高い燃焼エネルギーを得るのが過給機であるが、コンプレッサーの動力をエンジンの出力軸から得る機械式過給機に比べ、通常は廃棄される排気の運動エネルギーを回収して駆動されるため効率が高い。
タービンの回転速度は自動車用など小型のものの場合、20万 rpmを超えるものもあり、高温の排気（800 - 900℃）を直接受ける。軸受はエンジンオイルで潤滑される場合が多く、エンジンには高温環境に耐える性能が求められる。また、エンジンを停止するとオイルポンプによる循環が止まるため、高負荷運転によって高温になった状態でエンジンを停止すると軸受の焼きつきや、滞留したオイルがスラッジを発生する原因となる。これを防ぐために自動車の取扱説明書などではエンジンを停止する前に、アイドリングを続けて熱を冷ますことが推奨されている。

## 歴史
スイスの蒸気タービン技術者であるアルフレート・ビュッヒによって発明され、1905年に特許が取得された。1912年にドイツのルドルフ・ディーゼルがディーゼル機関車の低回転域のトルクを向上させるために、ビュッヒの在籍していたスルザー社と提携し、ターボチャージャーを導入しようと試みた。ビュッヒのターボディーゼルエンジンは1925年には完成し、船舶を中心に広く普及した。
アメリカでは第一次大戦末期という早い時期に飛行機用発動機用のものが開発されて高高度飛行が行われるなど、他国に先駆けた研究が行われ、1930年代中頃には次世代型軍用機用のパワーアップ用機材として本格的な量産化が進められ、1930年代後半には量産が可能な体制が整えられて、第二次世界大戦における連合国側の航空戦略の優勢に寄与した。
一方、大日本帝国ではアメリカに習って航空機用の研究も進められていたが、船舶用エンジン用のものも怠り無く研究が進められ、1942年に日本で初めて2ストロークディーゼルエンジンにターボチャージャーが導入された。MAN社製ユニフロー掃気式ディーゼルエンジンをベースに三菱重工業が軍用船舶向けに開発したもので、ルーツブロワにターボチャージャーを直列接続された。開発当初はルーツブロワを中心に過給を行っていたが、次第にターボチャージャーに過給の比率を移行させていき、最終的にはターボチャージャーのみでの駆動に成功し、1944年に特許を取得した。しかし、大日本帝國海軍の軍用船舶への導入は終戦までには間に合わず、船舶への初採用は戦後の旅客船「舞子丸」であった。
一方、航空用では試作レベルのものが雷電、五式戦闘機に搭載された例があるが、耐熱合金などを含む技術的難題を克服しきれず、実装に問題がありすぎて実用化はできなかった。
市販のガソリン自動車用としては、1962年にアメリカのゼネラルモーターズ（GM）が「オールズモビル・F85」と「シボレー・コルヴェア」にオプションで設定したのが最初であった。欧州車では1973年のBMW・2002ターボで初採用された。1978年にはB&Wが舶用2ストロークディーゼルエンジンに静圧過給方式のターボチャージャーを導入して熱効率が向上した。日本車では1979年の日産・セドリック / グロリアに初採用された。
日本において、1980年代の後半は普通乗用車（3ナンバー）と小型乗用車（5ナンバー）の自動車税の差が大きく（5ナンバー39,500円、3ナンバー3,000 cc未満81,500円）、小型乗用車の排気量上限である2,000 ccのエンジンにターボチャージャーを搭載する車種が高級車やスポーツカーを中心に増えた。また、当時日本同様に大排気量車に対して高額の課税を行っていた国としてイタリアが挙げられ、フェラーリもイタリア向けのみフェラーリ・308の排気量を縮小した208GTSが設定され、それにはターボ搭載車が設定された。また当時のターボ搭載エンジンにおいては、ノッキング対策のため意図的に混合気に含まれるガソリンの割合を高めており、それも燃費悪化の要因となった。またディーゼルエンジンはノッキング対策が不要なことなどでターボとの相性が良いため、ディーゼル車ではターボ搭載は積極的に続けられている。2005年以降、フォルクスワーゲンはエンジンを小排気量化してターボチャージャーによりトルクや馬力を補う車種を増やし、他の欧州メーカーも追随している。旧来のターボチャージャ付エンジンではノッキングを低減するために空燃比を濃くしていたため燃費の向上が難しかったが、近年の車種では燃料供給装置の直噴化によって空燃比を濃くすることなくノッキング対策を行っている。2013年以降は、日本のメーカーも欧州の状況に追随して、燃料噴射の直噴化との併用によるターボ搭載がなされるようになった。また欧州では乗用車へのディーゼルエンジンの採用にも積極的であり、その多くにターボが装備されている。日本市場におけるディーゼルエンジン（＋ターボ）搭載の乗用車の販売も、徐々になされるようになってきた。

## 機械式過給機との比較
エンジンの出力軸から機械的機構を介して動力を得るスーパーチャージャーは機械損失（メカニカルロス）が生じるが、ターボチャージャーは排気ガスの熱や運動エネルギーとして廃棄されるエネルギー（排気損失）の一部を利用して駆動するため、エンジン出力軸の機械損失がなく、わずかな排気抵抗が生じるのみである。一般的にシリンダー内の燃焼で得られるエネルギーのうち排気損失となるのは40％とされており、ターボチャージャーは7 - 10%を回収できるとされている。
一方で、吸気の配管と排気の配管の両方がターボチャージャーを経由するため、エンジンルームのレイアウトが複雑化する。また、自動車などのようにエンジンの回転速度が運転中に大きく変動する用途では低速回転から高速回転への過渡運転時に、タービンが充分な過給圧を得られる回転速度に到達するまでに遅れが生じるターボラグと呼ばれる現象が発生しやすい。すなわちスロットル操作に対するエンジンの出力上昇に遅れが生じやすい。ターボチャージャーの軸受は高温となるため耐熱性の高いボールベアリングが用いられる場合や、オイルを循環して冷却・潤滑を行っている場合が多い。自動車などの用途ではエンジンオイルで冷却・潤滑しているためエンジンオイルの劣化が進みやすい。
ターボラグの影響を小さくする方策として、タービンの軽量化やターボチャージャーを小型化するなどの方策が各メーカーで行われている。F1では2014年より、後述するようにターボを用いてモーター（MGU-H）を回し発電する「熱回生」が認められたため、逆にMGU-Hに電力を流して強制的にタービンを回すことでターボラグを解消する手法が導入された。

## 自然吸気との比較

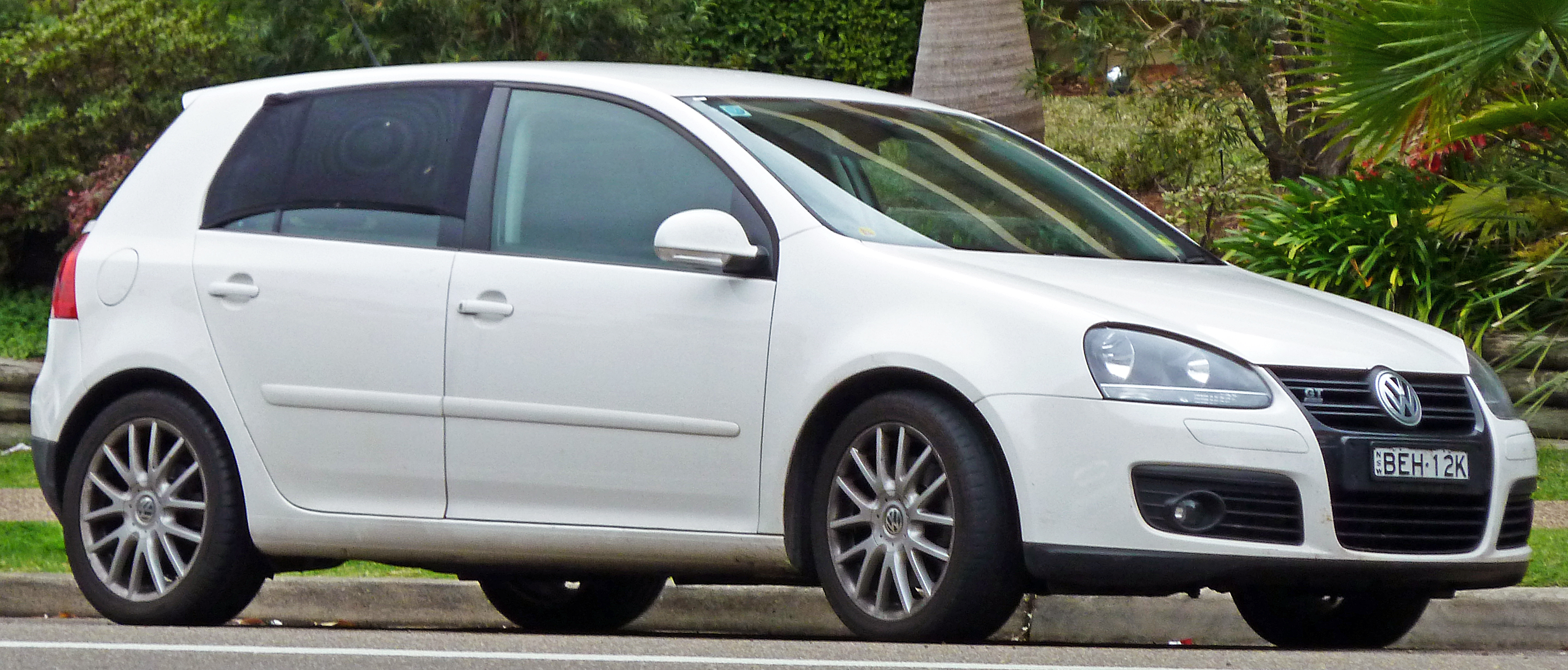
5代目フォルクスワーゲン・ゴルフに搭載されたTSIエンジンがダウンサイジングターボの先駆けとされている。

過給機は吸入空気を機関に圧送するため、単位排気量あたりの出力が向上する。しかし一方で、出力増加に伴って、燃焼温度が高く、シリンダー内圧が高くなるためヘッドガスケットやシリンダーヘッド、シリンダーブロックの強度やピストンの耐熱性を高くする必要がある。コンプレッサーによる圧縮やタービンからの熱伝導により吸気温度が高くなる。インタークーラーで圧縮後の吸気を冷却し、空気充填率の向上を図っている例も多い。
ガソリンエンジンの場合は、過給によりエンジンの圧縮行程で混合気がより高温になるため、デトネーションが発生しやすくなる。この対策として同型式の自然吸気エンジンよりも圧縮比を低く設定したり、空燃比を濃く設定する場合がある。圧縮比を低くした場合は過給効果が得られない回転域で熱効率が低下し、自然吸気エンジンよりも出力が低下する。また空燃比を濃くすることで走行燃費が悪化する。
このようにコストや燃費という観点から、従来ガソリン車ではハイパフォーマンスモデルを除いて自然吸気エンジンが基本であったが、近年ではガソリンをシリンダー内に直接噴射する技術（ガソリン直噴エンジン）により圧縮行程では空気のみを圧縮するようになったためデトネーションの問題が解消され、2010年以降の乗用車では排気量を小さくする代わり、過給機によって出力を補い、総合的に燃費を改善するエンジンのダウンサイジングが流行しており、普通乗用車でもターボエンジンを採用するのはごく一般的になっている。

## 用途

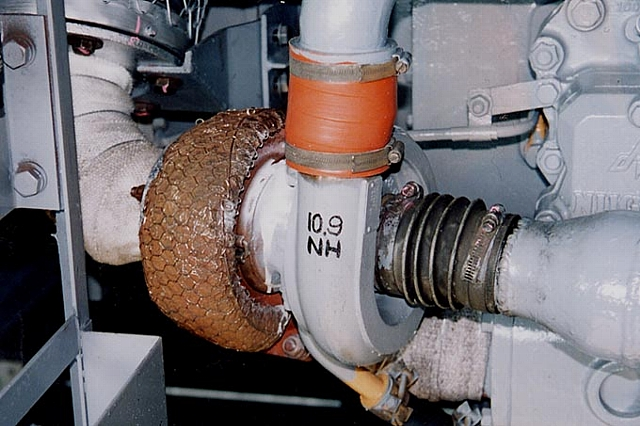
キハ183系気動車のDMF13HZ形エンジンに装着されているターボチャージャー

ターボチャージャーは船舶や発電機、建設機械、鉄道車両、自動車などで広く利用されている。特に船舶や発電機など、エンジンの回転速度が大きく変化しない用途ではターボチャージャーの設計をその運転条件に最適化しやすく、ターボチャージャー特有の欠点であるターボラグが発生することがないため適している。また、ディーゼルエンジンは空気のみをシリンダーに吸入して圧縮を行うため、ガソリンエンジンで生じるデトネーションが起こらず、部分負荷域においても吸気経路を絞らないため過給機との相性が特に良い。

### 自動車など
自動車などではディーゼルエンジンを搭載したトラック、バスのほか、モータースポーツ用車両やスポーツカーなどでも一般的に用いられる。ターボチャージャーを搭載した初の市販車は1973年デビューのBMW・2002ターボである。日本国内では1979年デビューの日産・430型セドリック（グロリア）が初めてターボを搭載したグレードを登場させ、以後ブルーバードやスカイライン等の主力車種にもターボ搭載モデルが誕生、日産自動車は国産ターボ車の先駆けとなった。路線バス用の車種は2005年後半からダウンサイジングによって燃費や排出ガスを低減するためにターボチャージャーを搭載する例（所謂ダウンサイジングターボ）が増えてきている。
2010年代以降、欧州メーカーの乗用車では小排気量のガソリン直噴エンジンを採用してエンジンを小型軽量化しながらターボチャージャーにより出力を補う車種が増え、ターボチャージャーの搭載車種が増えつつある。ロープレッシャーターボやツインスクロールターボを採用し、低回転から中・高回転までフラットな特性で大きなトルクを発生させている。日本の乗用車では昔から軽自動車でターボチャージャーが採用されている。また、かつては自動車税の税額が3ナンバーと5ナンバーで大きく異なっていたため、5ナンバーボディには排気量2,000 cc以下のエンジンにターボチャージャーが利用されるケースが多かった。同様の税金体系を採っていたイタリアでも排気量2,000 cc以下のエンジンにターボチャージャーが利用されるケースが多かった。

### モータースポーツ

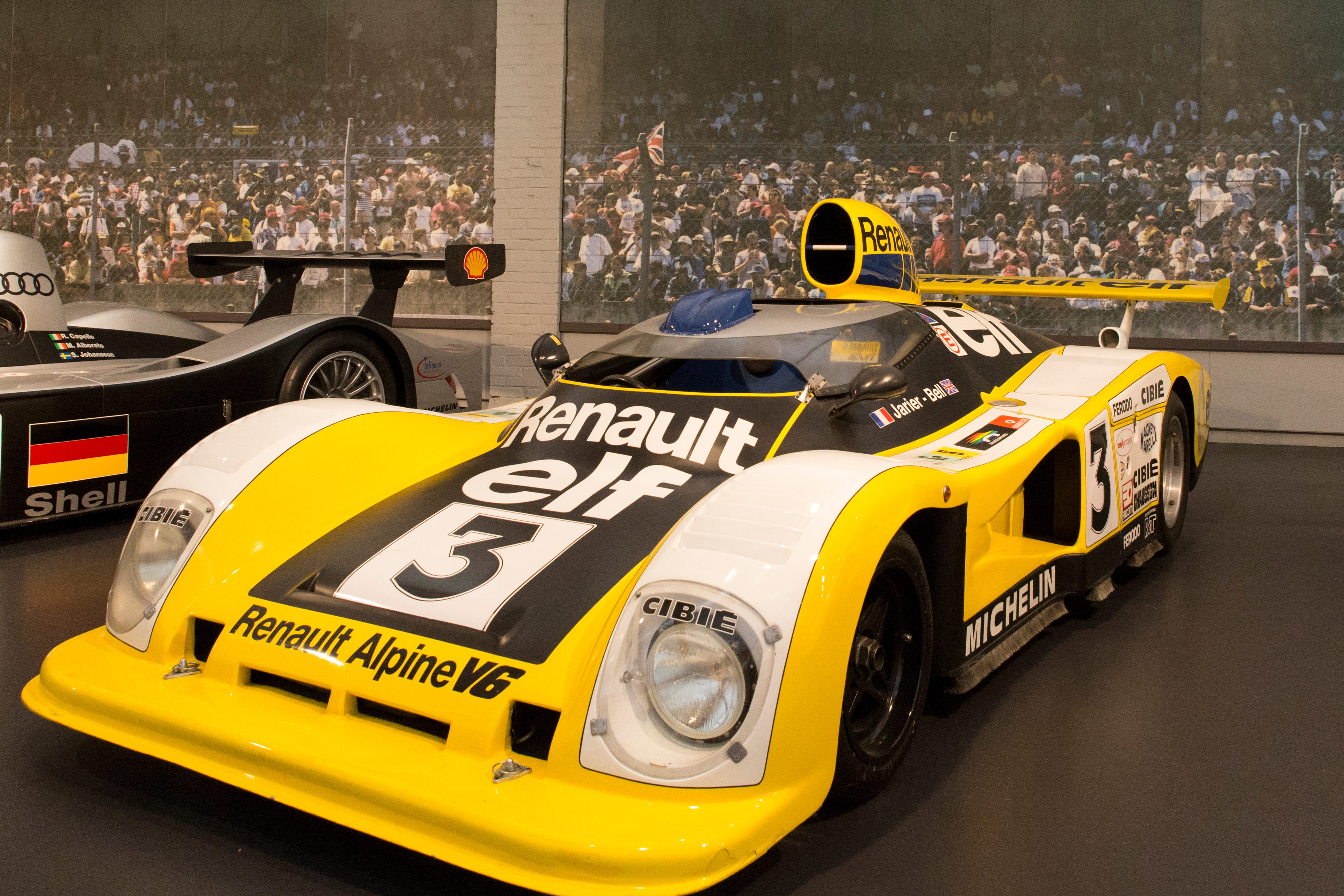
ルノー・アルピーヌ A442B（1978年）

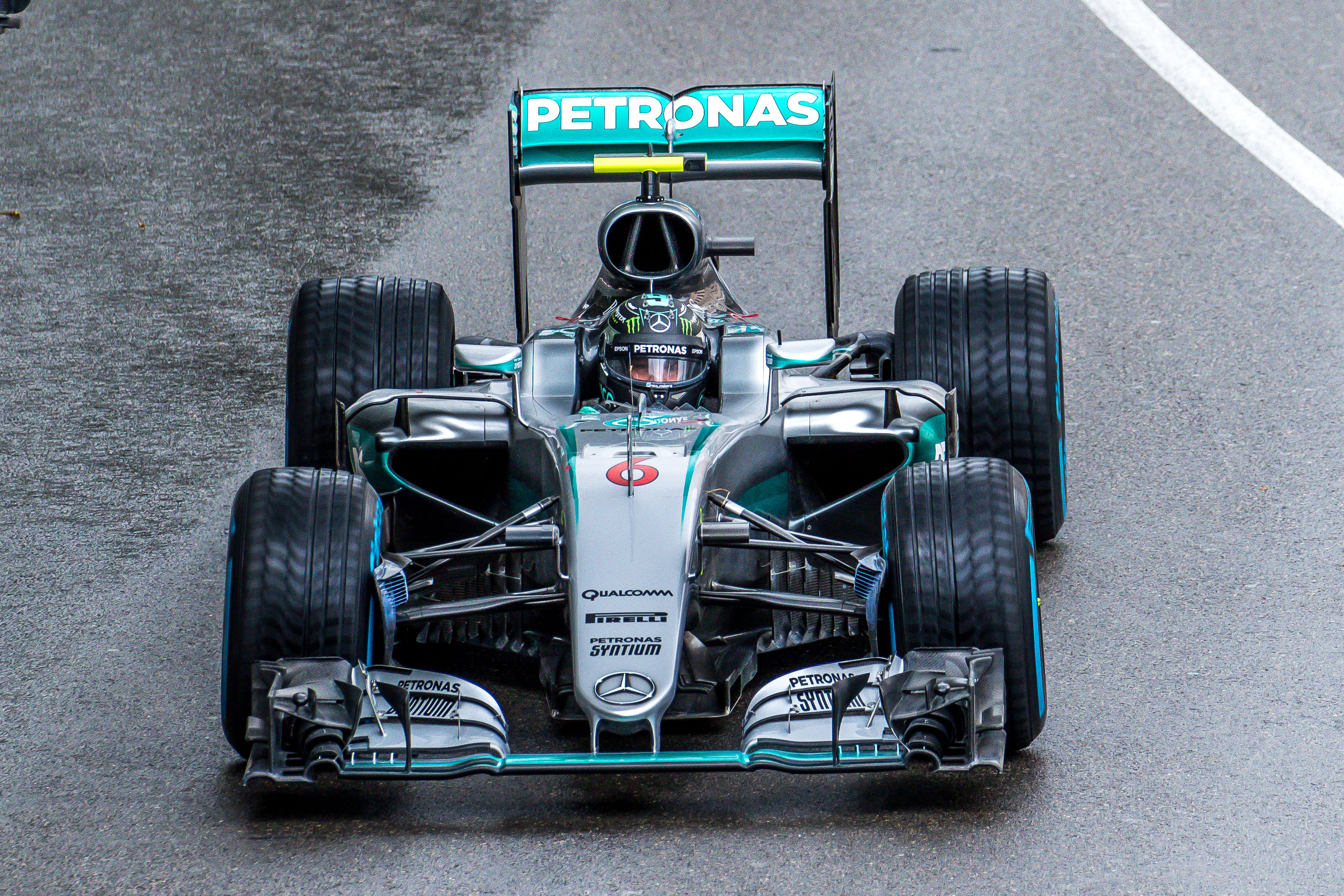
メルセデス・F1 W07 Hybrid（2016年）

元々はターボラグや信頼性の問題からターボは敬遠されていたが、1970年代後半にルノーがル・マン24時間レース、次いでF1を席巻するようになってから、様々なカテゴリで用いられるようになった。ターボは予選の一発がほしい時に過給圧を高め、速さと燃費の両立が重要な決勝では過給圧を下げられるため、特にグループC時代の耐久レースで重宝された。
しかしF1でホンダがウィリアムズに供給していたエンジン（RA166E）でも1,500 cc V型6気筒ツインターボの構成によりレース中で776 kW（1,055馬力）を発生したと言われ、表向き安全性を理由に1987年からレギュレーションにより過給圧制限が加えられ（1987年は最大4 bar、1988年は最大2.5 bar）、F1では1988年シーズンを最後に過給機の使用が禁止された。
また他のカテゴリでも、自然吸気エンジンのほうが低価格帯の市販車のラインナップに多いため参戦しやすいというマーケティングの都合や、コストを削減しやすいという観点から、90 - 00年代のラリーの下位クラスやツーリングカーレース、ラリーレイドなどでガソリンターボは禁止される傾向にあった。
2010年代に入るとダウンサイジングターボの流行で市販車にターボ車が増えたことで、一転して多くのカテゴリで小気筒数（4 - 6気筒程度）であることを前提にほとんどのカテゴリでターボエンジンが導入されるようになった。F1では2014年からは1,600 cc V型6気筒エンジンにシングルターボを組み合わせて使用することが可能となった。またエンジンだけではなくハイブリッドシステムとの組み合わせにより、ターボのタービンシャフトにモーターを接続し、排気ガスのエネルギーを利用してモーターを回し発電させる「熱回生」が無制限に認められたことから、いかにターボと回生用モーター（MGU-H）で効率よくエネルギーを回収するかが重要となっている（運動エネルギー回生システム#熱回生とレギュレーションも参照）。

### 航空機
航空用エンジンでは1950年代までは多くがレシプロエンジンだったことから、気圧の低い（酸素の少ない）高空での出力維持のために過給器の研究が行われた。当初は機械式のスーパーチャージャーのみが採用されたが、次第にターボチャージャーを用いる機種も現れるようになった（代表例：B-29、P-38、P-47）。
フルスロットルで所定の出力を出せる高度である臨界高度（海面高度と同じ出力を発揮できる限界の高さ）までエンジン出力を維持するため、タービンに送る排気を高度に応じて自動的にバイパス流路を開閉する近路弁と呼ばれるバルブを搭載しており、気圧の低い高高度ではバイパス流路を閉じてタービンに送る排気を増やして吸気圧力を上昇させ、気圧の高い低高度ではバイパス流路を開いてタービンに送る排気を減らして吸気圧力を低下させてエンジン出力を一定にさせる。地上から臨界高度までは一定のエンジン出力を保つことができるが、臨界高度以上となるとエンジン出力が低下していく。
現代ではジェットエンジンやターボプロップエンジンの高性能化により、レシプロエンジンを採用するのは小型機に限られているが、高空性能よりもエンジンサイズを抑えながらの出力を増強するために搭載している。なおレシプロエンジンにターボチャージャーを搭載しても、免許は自然吸気と変わらず『ピストン』であるため、設計はそのままでエンジンのみターボチャージャー付きに換装した機体を上位モデルとしているメーカーもある。

## 主要メーカー
- ギャレット・モーション（英語版）（ハネウェル）
- 三菱重工業
- 日立製作所（ボルグワーナーとの合弁を経て事業から撤退）
- ハウデン・ターボ（英語版）（旧 独KKK社（Kühnle Kopp und Kausch））
  - ダイムラー・ベンツ→ペンスキー→ボルグワーナー（+ 米Schwitzer社）→シーメンス→ハウデン（Enovis傘下）→KPSキャピタルパートナーズ（英語版）
- ターボネティクス（Turbonetics）
- IHI（旧「石川島播磨重工業」）
- BMTS Technology（旧Bosch Mahle Turbo Systems）
- コンチネンタル
- カミンズ（HOLSET）
- KBB turbochargers Kompressorenbau Bannewitz GmbH
- ABB
- ネイピア
- MANディーゼル（英語版）（旧B&W）
- 小松製作所
- 川崎重工
- 三井造船
- IHI原動機（新潟原動機）

## 種類 （主に自動車用語）
- ロープレッシャーターボ（ライトプレッシャーターボ／低圧ターボ）
- ツインスクロールターボ
- 可変ノズル（VG）ターボ
- ツインターボ
- 電動アシストターボ[8][9][10]
  - 2011年5月に、IHIから電動アシストターボの製品化が発表された。タービンの過給効果が発現する回転数など詳細な性能は公表されていない。（吸気タービンが回転すれば過給圧が発生するものの、エンジン単体でのターボ過給開始回転数よりも低速から回転させなければターボラグなどのトルク変動の原因となる）
- スリーホイールターボ（TWT:Three Wheel Turbochager）
  - 吸・排気に加えて低速で回転をアシストする部位（ホイール）を追加しスリーホイールとしたもの。広義には前述の電動アシストなども含まれるが、用語としては油圧を介してオイルタービンを回しアシストを行うものに使われる事が多い。油圧式は主に商用ディーゼル車向けに研究開発が行われていたが極めて高い油圧が要求されるなどの課題があり普及には至っていない。